# Western (bande dessinée)
Pour les articles homonymes, voir Western (homonymie).
Western est un album de bande dessinée belge écrit par Jean Van Hamme et dessiné par Grzegorz Rosiński, sorti en 2001.

## Les personnages
Famille Van Derr
- Ambrosius Van Deer : héritier d'un immense ranch (le « double D barré ») au Kansas
- Nicholas Van Deer : frère d'Ambrosius ; avec sa femme et ses trois fils, ils quittent le Kansas en  1857 pour aller s'établir au Wyoming. Ils sont massacrés par des indiens. Seul le corps du petit Edwin, quatre ans, n'est pas retrouvé. A-t-il été enlevé par les Sioux ?
- Cathy : fille d’Ambrosius ; elle hérite du domaine. Elle est surnommée « Cattle Kate ».

Famille Chisum
- Jess Chisum : se fait passer pour négociateur auprès du Bureau des affaires indiennes
- Nathan Chisum : frère cadet de Jess. En fuite, il se fera appeler Nate Colton, nom de jeune fille de sa mère.

Autres personnages
- Sam Slade : shérif véreux
- les frères Bass : hors-la-loi, pilleurs de banque
- Paddy Mulligan : contremaître irlandais, travaille pour les Van Deer depuis plus de trente ans. Fait office d'infirmier.
- Dan Kavannagh : US marshal pour le Wyoming

## Synopsis
En 1868, Van Deer arrive au fort Laramie accompagné de sa fille et d'un tueur. Il pense retrouver son filleul, dernier survivant de la famille de son frère, décimée par les indiens. Il espère le faire disparaître pour s'emparer de l'héritage. Cependant c'est une supercherie des frères Chisum destinée à lui extorquer la récompense. Les choses dégénèrent, seul Nathan (14 ans) blessé parvient à s'échapper. Il tient toujours une montre contenant la photo du couple Van Deer. Dans sa fuite, il croise Cathy.
Il est recueilli par un trappeur qui doit l'amputer du bras gauche et qui l'initie au tir. Pendant dix ans, Nathan vit de petits boulots.
En 1879, il arrive à Wichita au Kansas et devient surveillant de la banque locale. Les frères Bass, informés par Slade le shérif, attaquent, le jour où Cattle Kate vient déposer son argent. Nathan parvient à les mettre en échec mais surprend une conversation entre le shérif et un frère Bass. Pour le shérif, il devient gênant, il le force à quitter la ville.
Nathan décide de mettre son plan à exécution. Il accepte le travail que lui a proposé Cathy et entre comme "regulator" au domaine. Après un séjour à l'infirmerie, il "oublie" sa montre. Mulligan ne manque pas de la retrouver. Devant Cathy, il raconte l'histoire qu'il a préparée : orphelin, il a été recueilli et élevé par la famille Colton. La montre est son seul souvenir de sa vie d'avant. Pour Cathy, plus de doute : il est son cousin Edwin. L'arrivée inattendue de son père, crée des sueurs froides à Nathan, mais l'homme est en fauteuil roulant, il a perdu la parole depuis leur dernière rencontre.
Nathan s'installe dans sa nouvelle vie. Il se rend compte qu'il aime Cathy, il n'a jamais cessé de penser à elle depuis leur première rencontre. Mais, devenus cousins, cet amour est impossible. Le shérif poursuit sa vengeance, il revient au ranch avec le marshal Kavannagh qui révèle à Cathy la supercherie. Quand Cathy devient libre de l'aimer, Nathan doit fuir. Il est abattu par les hommes de Slade.
Bien plus tard, sur son lit de mort, le shérif Slade se confie, hilare, à une vieille femme : Cathy. Il lui révèle que, sans le savoir, Nathan a raconté la vérité. Il a effectivement été trouvé avec la montre par les parents Chisum auprès des corps du reste de la famille massacrée. Nathan Chisum était bien Edwin Van Deer.

## Historique
Jean Van Hamme et Grzegorz Rosiński collaborent déjà sur la série Thorgal depuis 1977, initialement dans Le journal de Tintin. Mais tous deux désirent créer une bande dessinée de western. Rosiński déclare en 2001 : « Tout gosse, dès que j'ai commencé à dessiner, je rêvais de mettre en images un western » ; de son côté Van Hamme dit que « C'est le rêve de tous ceux dont l'adolescence a coïncidé avec la grande époque des westerns hollywoodiens. »

### Documentation
- Fabien Tillon, « I Hamme a poor lonesome... », BoDoï, no 41,‎ mai 2001, p. 43.